# Ghost of a Rose
Ghost Of A Rose — четвёртый студийный альбом проекта Blackmore's Night. Выход альбома состоялся 17 июня 2003 года на лейбле Steamhammer SPV.
Если Fires At Midnight был отмечен кавером Боба Дилана «The Times They Are A Changin'», то на альбоме Ghost of a Rose присутствовали классический номер Джоан Баэз «Diamonds and Rust» и композиция «Rainbow Blues», позаимствованная у «Jethro Tull».Музыка для двух композиций из альбома — «3 Black Crows» и «Ivory Tower» — написана Кэндис Найт.

## Список композиций
1. «Way to Mandalay» — 6:27
2. «3 Black Crows» — 3:43
3. «Diamonds and Rust» — 4:54 (песня Joan Baez)
4. «Cartouche» — 3:48  см. Картуш
5. «Queen for a Day» (Part 1) — 3:05
6. «Queen for a Day» (Part 2) — 1:36
7. «Ivory Tower» — 4:24
8. «Nur eine Minute» — 1:08
9. «Ghost of a Rose» — 5:45
10. «Mr. Peagram’s Morris and Sword» — 2:01
11. «Loreley» — 3:36  см. Лорелей
12. «Where Are We Going from Here» — 4:05
13. «Rainbow Blues» — 4:30 (Песня Jethro Tull)
14. «All for One» — 5:36 (народная бретонская)
15. «Dandelion Wine» — 5:39  см. Вино из одуванчиков (роман)

бонус-треки
1. «Mid Winter’s Night» (Live Acoustic Version) — 4:45
2. «Way to Mandalay» (Radio Edit) — 3:02

бонус-трек в японском издании
1. «Just One Minute» — 1:07

бонус в американском издании
1. «Way To Mandalay» — Video Clip

## Участники записи
- Candice Night — vocals, shawms, rauchpfife, pennywhistles, chanters
- Ritchie Blackmore — guitars, hurdy gurdy, renaissance drum, tambourine
- Lady Nancy — harmony vocals
- Lady Madeline — harmony vocals
- Lord Marnen of Wolfhurst — viola, violin
- Sir Robert of Normandie (Роберт Куриано) — bass
- Mike Sorrentino — drums